# Chas Dolne
Chas Dolne (eigentlich Charles Dolne-Pholien, * 1902 in Lüttich; † 1976 in Charleroi) war ein belgischer Jazzmusiker (Geige, Gitarre, auch Banjo).
Dolne spielte Ende der 1920er-Jahre als Gitarrist mit der Band The Red Beans um David Bee und Peter Packay, mit der 1928 in Paris erste Plattenaufnahmen entstanden. In Mailand war er 1929 als Banjospieler bei Aufnahmen des Orchestra Carolina Stomp Chasers beteiligt. Während der 1930er- und 1940er-Jahren wirkte er in Belgien in den Swing-Bands von Gus Deloof (1932), Willie Lewis, Eddie Tower, Jean Omer, Robert De Kers und Stan Brenders, dessen Orchester er auch während der deutschen Besatzung angehörte. Als Geiger ist er auf dessen Aufnahmen mit Django Reinhardt (1942) zu hören.
Mit David Bee gründete er in Brüssel 1940 Le Swingtette, dem neben Dolne und Bee (Harfe) Bobby Naret (Klarinette), Lou Logist (Akkordeon), Gene Kempf (Geige) und Jacques Delhez (Cello) angehörten. Mit dem Swingtette nahm er eine Reihe von 78ern für Decca, Jazz Club (1940) und Odeon (1942) auf, u. a. Sweet Sue, Just You, After You’ve Gone, Runnin’ Wild, Besessenheit (Obsession) und Peter Igelhoffs damals populären Titel Dieses Lied hat keinen Text. Chas Dolne tourte – im Gegensatz zu Brenders, Jean Omer, Fud Candrix und anderen Bandleadern, die mit den Nationalsozialisten kollaborierten – nicht im Deutschen Reich. Im Bereich des Jazz war er zwischen 1928 und 1944 an 28 Aufnahmesessions beteiligt.